# Regiunea de Dezvoltare Centru (Republica Moldova)
Regiunea de Dezvoltare Centru (abreviat RDC) a Republicii Moldova include 13 raioane: Anenii Noi, Călărași, Criuleni, Dubăsari, Hîncești, Ialoveni, Nisporeni, Orhei, Rezina, Strășeni, Șoldănești, Telenești și Ungheni. RDC cuprinde 354 unități administrativ-teritoriale: 14 orașe și 340 sate (comune). Cel mai mare oraș din regiune este Ungheni, cu o populație de 38.100 locuitori, urmat de Orhei – 33.500 locuitori și Strășeni – 21.200 locuitori. Numărul total de localități din regiune constituie aproximativ 35,6% din numărul total de localități ale țării, ponderea orașelor fiind de circa 23%. În Regiunea de Dezvoltare Centru, majoritatea localităților urbane sunt în zona de influență directă a Municipiului Chișinău, cu o rază de influență de 50-60km, cu excepția orașelor Ungheni, Telenești, Șoldănești, Rezina, care se află la distanțe de 100-130 km.

## Demografie

### Numărul populației
| 2011       | 2012       | 2013       | 2024     |
| ---------- | ---------- | ---------- | -------- |
| ▼1 062 848 | ▼1 062 095 | ▼1 060 750 | ▼667 500 |

### Statistici vitale
Principalii indicatori demografici, 2013:
- Natalitatea: ▲12,390 (11.7 la 1000 locuitori)
- Mortalitatea: ▼11,643 (11.0 la 1000 locuitori)
- Spor natural: +747

## Diviziuni administrative
Regiunea de Dezvoltare Centru include:
- 13 raioane ale Republicii Moldova
- 14 orașe, 23% din localitățile urbane ale Republicii Moldova
- 340 sate (comune)
- 31% din teritoriul Republicii Moldova (10636 km2)
- 26% din populația Republicii Moldova
- 9% din producția industrială a Republicii Moldova
- 34% din producția agricolă a Republicii Moldova